# René Fonck

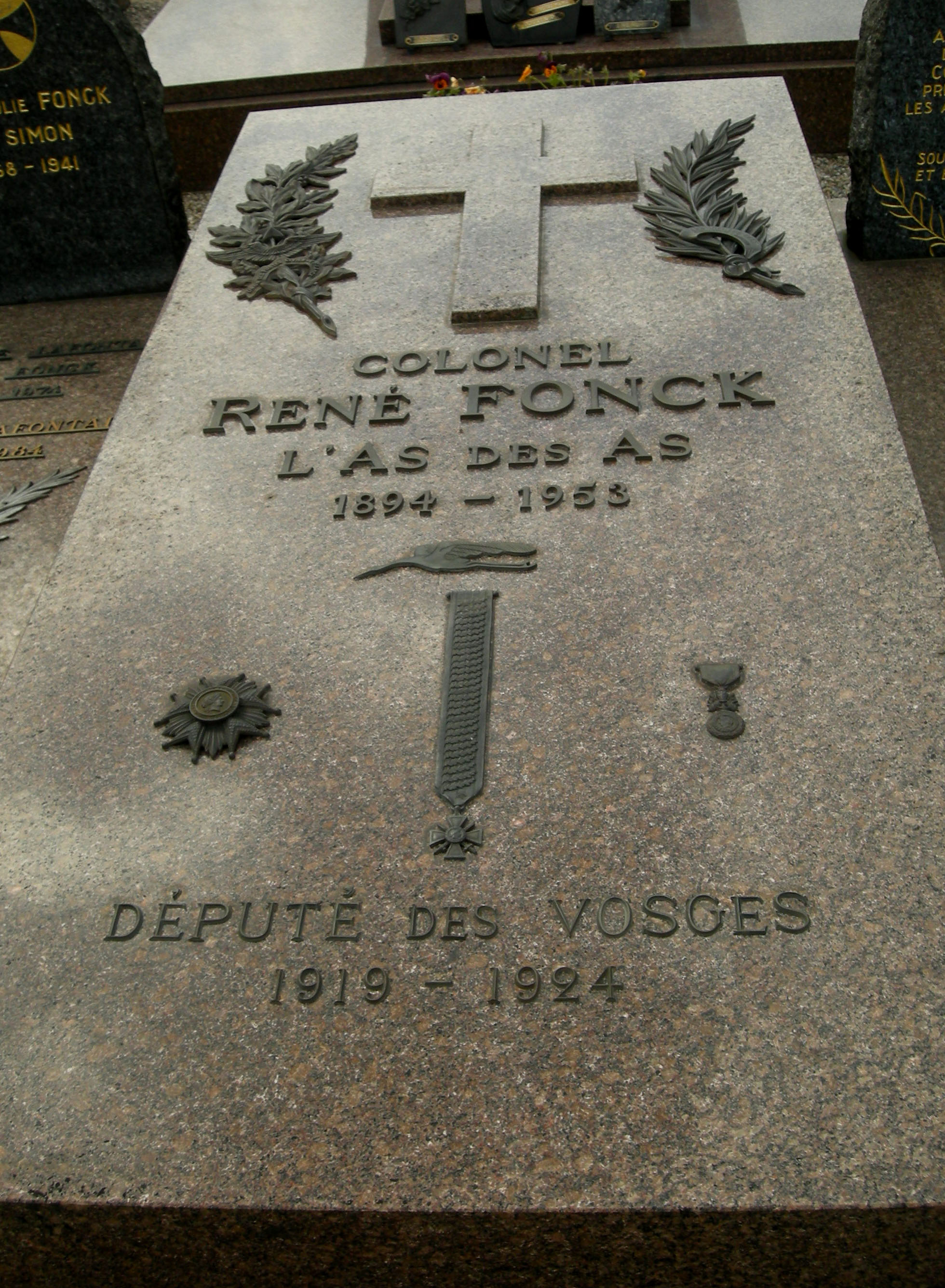
Graf van René Fonck

René Fonck (Saulcy-sur-Meurthe, 27 maart 1894 – Parijs, 18 juni 1953) was een Franse gevechtspiloot in de Eerste Wereldoorlog, waarin hij de status van Vliegende aas behaalde. De koele en methodische Fonck behaalde 75 officiële zeges zonder ooit zelf geraakt te worden. De aas der azen uit de Eerste Wereldoorlog, kapitein-vlieger Fonck, haalde zeker 127 vijandelijke vliegtuigen neer. Fonck, die zelf de tijd niet had om zijn gelijk te bewijzen, staat in ieder geval bovenaan de azenlijst. Foncks dapperheid grensde aan overmoed.
Fonck was enige tijd kamerlid tijdens het interbellum.

## Eerste Wereldoorlog[3]
Zijn eerste weken in de luchtmacht vond René Fonck niet bijster interessant. De jonge rekruut mocht nog niet eens in de buurt komen van de hangar, laat staan van de toestellen op het vliegveld, omdat men bang was dat de jonge mannen zich niet aan de regels zouden houden. Na enkele weken van theorielessen mocht Fonck met een instructeur het opstijgen en landen gaan oefenen, om uiteindelijk helemaal zelfstandig een vlucht uit te voeren. Het kostte hem weinig tijd om een militair brevet te halen en ingedeeld te worden bij een gevechtseenheid. Hij vloog geruime tijd als artilleriewaarnemer voor de grondstrijdkrachten.
Op 7 juni 1915 kwam hij op de terugweg van een verkenningsvlucht bij toeval een vijandelijk toestel tegen, maar de Duitse piloot wilde niet in een gevecht betrokken raken en redde z'n hachje door te ontsnappen. Fonck vloog in die tijd in een verkenningseenheid met een tweemotorige Caudron G.4, en had naar het voorbeeld van Roland Garros een mitrailleur op zijn vliegtuig gemonteerd. Maar de gelegenheid om deze in de lucht te gebruiken liet nog even op zich wachten. Tot 6 augustus.
Terwijl hij tijdens een verkenningsvlucht foto's maakte van een Duitse artilleriebatterij in de buurt van Roye, werd hij bij verrassing aangevallen door twee Fokkers. Hoog tijd om de mitrailleur te beproeven. Na het eerste salvo stortte de ene Fokker in vlammen neer, maar de andere verdween achter de Duitse linies.
Samen met zijn monteurs werkte Fonck hard aan de mitrailleursinstallatie. Hij verbeterde de positie van het machinegeweer op de romp en maakte een geïmproviseerd collimatorvizier, maar werkte intussen ook aan gevechtsanalyses. Zijn grondige analyses leverden tal van methodes op om de vijand in de lucht aan te vallen.
Op 6 augustus 1916, tijdenshet verkennen van spoorwegtransporten op de route Estrées-Saint Denis, voerde Fonck een verrassingsaanval op twee Duitse Rumplers uit. Een van de twee piloten vluchtte hoog de wolken in; de andere werd tot landen gedwongen en krijgsgevangen genomen.

### Cicognes
De acties van piloten en commandanten van de luchtmacht trokken altijd flink wat aandacht. Een eenheid die zeer bekend werd, is de Groupe de Cigognes. Het was Foncks wens daarin te mogen vliegen. Op 25 april 1917 kwam die wens uit, hij werd overgeplaatst naar zijn droomeenheid, de 'ooievaars', onder het bevel van eskadercommandant Brocard.
Al op 3 mei, tijdens een patrouillevlucht met 1e luitenant Gigodot, schoot Fonck twee Halberstadt D.II-toestellen neer, en twee dagen later nog eens drie Albatrossen. Van eskadercommandant Brocard kreeg Fonck de extra taak om toestellen te testen waarvan de motor werd vervangen. Fonck kon die vluchten mooi gebruiken om zijn vaardigheden als vlieger te verbeteren. Op 12 juni schoot hij nog twee Duitse Albatrossen neer.
Fonck was een van de weinige gevechtspiloten die zich intensief bezighielden met groepstactiek. Hij werkte regels voor het groepsgevecht uit, daarbij gebruikmakend van telkens twee eenheden. Een voorste groep bestaande uit vijf toestellen en enigszins daarachter back-up van twee toestellen. De gevechtsgroep bestaande uit zeven toestellen werd bedacht door kapitein-vlieger René Fonck. In trainingsvluchten moest het team op elkaar ingespeeld raken. Deze theorie werd voor het eerst aan de praktijk getoetst op 9 augustus 1917, in een gevecht met 32 Fokkers. In slechts één aanval schoot René Fonck twee Duitse toestellen neer, en de back-up piloten schakelden er één uit. De tactiek bleek succesvol.
Op 11 september 1917 werden de Franse luchtvaart en het gehele land in rouw gedompeld. De aas Georges Guynemer (54 overwinningen in luchtgevechten), een collega-'ooievaar' en Foncks beste vriend, keerde niet terug van zijn vlucht. Fonck was erg uit het veld geslagen door het verlies van zijn vriend, en kon enkele dagen niet vliegen.

### 1918
Op 15 februari 1918 schoot René Fonck twee Rumplers neer, op 18 februari twee Albatrossen en op 26 februari nog twee Rumplers. De Fransen kregen langzaam de overhand, en in maart beheersden zij het luchtruim. Foncks aanvalstactieken werden met steeds meer overtuiging en moed gebruikt en bleken zeer effectief.
Het grootste succes van de oorlog behaalde René Fonck op 9 mei 1918, toen schoot hij tijdens twee vluchten zes vijandelijke vliegtuigen uit de lucht, een buitengewone prestatie in de geschiedenis van het luchtgevecht. Net voor de middag, terwijl de mist optrok, steeg hij met zijn team op voor een patrouille. Tijdens die patrouille boven de Duitse linies, haalde hij de eerste twee verkenningsvliegtuigen neer. Enkele minuten later boorde hij een derde de grond in. Zijn gevechtspiloten slaagden er niet in om de juiste posities in te nemen om te vuren en konden slechts toekijken.  
Maar de dag was nog niet ten einde. Hij keerde terug naar zijn basis voor munitie en brandstof en in de loop van de middag steeg Fonck nogmaals op. Waarna hij een nog andere Duits vliegtuig neerhaalde boven Montdidier. Toen hij op dat moment werd aangevallen door negen vijandelijke jagers, ging hij recht op hen af en nam er twee voor zijn rekening. Daarna dreef hij de groep uit elkaar en gebruikte de reserve als een soort lokaas. De Duitse toestellen gingen op de gemakkelijke prooi af, en Fonck kon nogmaals van boven af aanvallen en ze neerschieten, inclusief de leider. Zes toestellen in één dag, dat was echt een record. Het enthousiasme op het vliegveld was groot, en Fonck werd uit de cockpit gesleurd en op de schouders van de andere piloten naar de officiersmess gedragen. 
Voor hij het officierskruis van het Légion d'Honneur kreeg uitgereikt door de eerste commandant, behaalde hij op 25 en 27 juni nog twee overwinningen. Op 15 juli schakelde hij twee vliegtuigen uit en op 14 augustus nog eens drie. 
In de maand augustus trainde hij op onderscheppingsoperaties. Eerst werd de aanval uitgevoerd door de voorste groep onder zijn leiding, en vervolgens door de onderscheppingsgroep, als dat nog nodig was. De tweede zesvoudige overwinning had plaats in de Champagnestreek. Daar hadden de Fransen op 26 september 1918 een groots offensief opgezet. Toen verrasten zij een grote groep van zestien vijandelijke toestellen. Fonck stuitte onverwachts op een patrouille van vijf Fokkers. Hij haalde er uiteindelijk twee naar beneden. Daarna onderschepte hij een derde vijandelijk vliegtuig. Tijdens het treffen met dertien Duitse toestellen zegevierde hij nog drie keer, waarna de mitrailleurs van zijn Spad XIII blokkeerden. Ze schoten er negen neer, waarvan Fonck er zes voor zijn rekening nam. 
De laatste keer dat Fonck een vijandelijk toestel neerhaalde is op 31 oktober 1918. Hij viel toestellen aan die pamfletten dropten boven de Franse loopgraven. Hij kwam van bovenaf, zoals gewoonlijk, opende in een duikvlucht het vuur van korte afstand, en schoot de vijandelijke toestellen aan stukken. 'De stukken van de vliegtuigen vielen met de pamfletten naar beneden. Zo ging het wat vlugger...,' meldde hij bij zijn terugkeer. 
De Duitse piloot probeerde het directe gevecht met een slimme manoeuvre te vermijden, en duikt vanaf 3.000 meter met een spin recht op de grond af. Maar René Fonck kon gemakkelijk volgen, en als de Duitser zijn vliegtuig uit de duikvlucht trekt, haalt Fonck hem met een perfect gericht salvo neer. René Fonck was een koelbloedige rekenaar, die nooit het risico nam van het uitvoeren van een onzekere operatie. Hij was een groot tacticus, die zijn mitrailleurs met grote precisie gebruikte. Fonck had een vrijwel stabiel pilotenteam. Zijn groep van zeven man was samengesteld uit piloten die elkaar perfect aanvoelden, op de grond en in de lucht.

## Later leven
Na de Eerste Wereldoorlog was Fonck actief als inspecteur van de Franse luchtmacht. Hij was ook tussen 1919 en 1924 kamerlid. Tijdens de Tweede Wereldoorlog had hij contacten met het Vichy-regime maar ook met het verzet. Tegen het einde van de oorlog werd hij aangehouden door de Gestapo en geïnterneerd in Drancy. Hij overleed op 18 juni 1953, op 59-jarige leeftijd in Parijs.

## Militaire loopbaan
- Caporal: 16 juni 1915
- Sergent: 21 augustus 1915
- Adjudant: 21 juni 1916
- Adjudant-chef: 1 maart 1917
- Sous-lieutenant: 30 november 1917
- Lieutenant: 15 mei 1918
- Capitaine: 26 juni 1919
- Commandant: 25 juni 1935
- Lieutenant-colonel: 4 juli 1938
- Colonel: 15 maart 1940

## Onderscheidingen
- Legioen van Eer
  - Grootofficier op 12 juli 1936
  - Commandeur op 17 maart 1921
  - Officier op 12 mei 1918
  - Ridder op 21 oktober 1917
- Médaille militaire in augustus 1916
- Croix de guerre 1914-1918 met 28 Palmen en een bronzen Ster
- Oorlogskruis 1914-1918
- Distinguished Conduct Medal
- Military Cross
- Military Medal